# Султанбекова Чолпон Аалийовна
Чолпон Аалийовна Султанбекова (нар.. 19 серпня 1969) — киргизький політик, член Жогорку Кенеша V і VI скликань, віце-прем'єр-міністр Киргизстану.

## Біографія
Чолпон Султанбекова народилася 19 серпня 1969 року в Бішкеку (тоді Фрунзе) Киргизької РСР. У 1991 році закінчила Мічурінський державний педагогічний інститут. У 2006 році закінчила юридичний факультет Киргизької державної юридичної академії. У 2007 році закінчила Дипломатичну академію МЗС Киргизької Республіки імені К. Дикамбаєва за спеціальністю «міжнародні відносини».

### Кар'єра
Султанбекова працювала у РАЦСі в Джалал-Абаді, перш ніж стати генеральним директором ТзОВ «Палван» в Оші в 1995 році. Вона була президентом Конгресу жінок Киргизької Республіки у південному регіоні з 2000 по 2001 рік, а в 2005 році вона заснувала НВО «Еко-гармонія Жінок».
Чолпон Султанбекова є членом політичної партії «Республіка». Після вбивства її чоловіка в 2005 році вона балотувалася на його місце в парламенті, представляючи округ Кадамжай на додаткових виборах 2006 року, але зазнала поразки. У 2005 році вона була обрана президентом Міжнародної федерації боротьби на поясах «Алиш», з якою був пов'язаний її чоловік.
Султанбекова була обрана членом Жогорку Кенеша на парламентських виборах 2010 року. Вона стала членом комітету з освіти, науки, культури і спорту і головою комітету з молодіжної політики у 2012 році. В жовтні 2013 року її було обрано віце-спікером парламенту. З 25 січня 2015 року по 22 січня 2017 року вона була членом Парламентської асамблеї Ради Європи.
9 листопада 2016 року парламент затвердив кандидатуру Султанбекової на пост заступника прем'єр-міністра з соціальних питань при прем'єр-міністрі Сооронбаї Жеенбекові, на цій посаді вона змінила Гульміру Кудайбердієву.

## Нагороди
- Почесна грамота Киргизької Республіки, орден ФІЛА[5]

## Особисте життя
Чолпон Султанбекова була одружена з Баяманом Еркінбаєвим, але він був застрелений на порозі свого будинку 21 вересня 2005 року.